# 總警司
總警司是英聯邦國家或地區的警銜。

## 香港

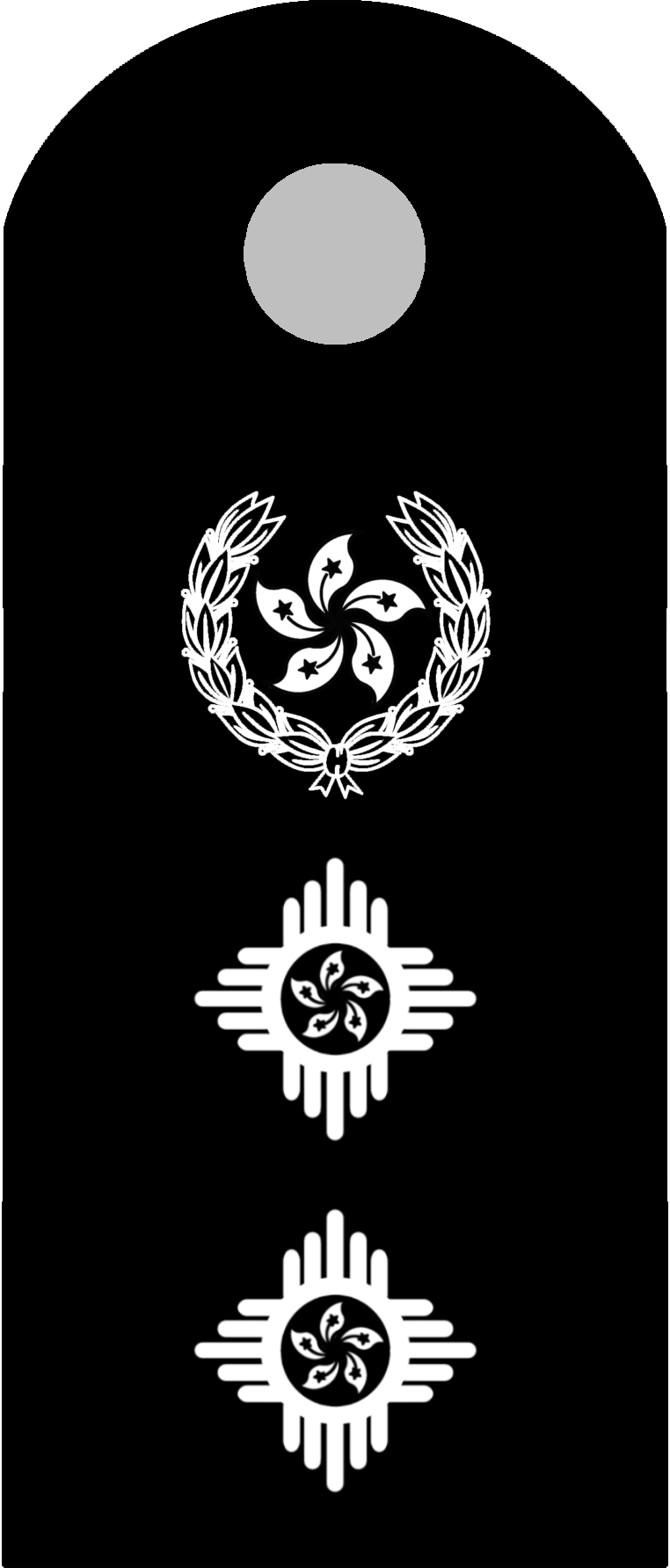
香港警務處總警司肩章

香港警務處的總警司（英文：Chief Superintendent of Police，縮寫：CSP）是香港警察職級其中一個憲委級職級，為高級警官的級別，屬於首長級職位，大約相當於文職首長級D1薪級；位於高級警司之上，警務處助理處長之下，由警務處處長委任。昔日，警區制度未設有總區時，總警司一般可擔任總區副指揮官、區指揮官（英文：District Commander of Police，縮寫：DC或者DCP），以及部的指揮官。截至2023年年底，共有25名總警司。

### 徽章衣飾
總警司的襯衣為白色，領章以黑色絨布襯底，繡上單行銀線， 肩章以英国陆军上校军衔标志为蓝本，上有一枚市花及嘉禾，及兩枚軍星，警帽上有銀色粗條邊飾。基於其肩章設計，故總警司有時會被俗稱爲「一拖二」。

### 著名總警司
首任總警司為莫禮信、敖禮利、郝樂夫、施禮榮、竇信和羅彼得，首位華人總警司為方奕輝，於1968年4月1日獲委任。首位女性總警司為高迪華（英文：A H Calderwood），於1977年5月14日獲委任。首位華人女性總警司為王梁錦珊，於1987年6月10日獲委任，並在1995年1月成爲首位女性助理處長。
- 洋藉總警司戴誠，已退休。
- 洋藉總警司葛柏，於1972年1月因貪腐事發，申請提前退休以潛逃。
- 洋籍總警司郭力行，已退休，英治九十年代曾任中區指揮官。
- 華人總警司方奕輝，已逝世，第一位華人總警司。
- 華人總警司林堅，已退休，主要效力英治時代，香港回歸不久後退休。
- 華人總警司譚國榮，已退休，主要效力英治時代，香港回歸不久後退休；曾駐守觀塘警區。
- 華人總警司鄭德明博士，已退休。
- 華人總警司李永光，已退休，曾任灣仔警區指揮官，現職中大保安及交通事務處處長。
- 華人總警司鄭仕廉，已退休，曾任警察學院院長，前信和護衛總經理。
- 華人總警司蔡建祥，退休後成立基金會，言論親中共。
- 華人總警司古樹鴻，已退休，曾擔任尖沙咀除夕倒數活動指揮官。
- 華人總警司鄒愛宏，已退任，曾任黃大仙警區指揮官，現職某財務公司董事私人助理。
- 華人總警司吳山河，已逝世，曾任鐵路警區副指揮官及灣仔區指揮官，處理佔中運動指揮官之一，港鐵保安部總經理。
- 華人總警司劉富生，曾任保安局政治助理。
- 華人總警司歐陽照剛，已退休，曾任香港特別任務連主管。
- 華人總警司姚仰龍，前任輔警總監、藝人姚嘉妮之父。
- 華人總警司蘇錦棠，曾任人事服務及職員關係科及曾任沙田警區指揮官。
- 華人總警司馬志堅，已退休。
- 華人總警司譚澤恒，已退休
- 華人總警司文達成，曾任有組織罪案及三合會調查科，已退休，港鐵保安部總經理
- 華人總警司馮建民，已逝世。
- 華人總警司謝振中，現借調爲行政長官辦公室傳訊秘書，曾任保安局首席助理秘書長（特別職務）、葵青警區指揮官及警察公共關係科總警司。
- 華人總警司丁雄基，曾任東區警區指揮官，已退休，現職信和護衛總經理。

#### 現任總警司
- 華人總警司王智榮，行動部總警司
- 華人總警司莫慶榮，警察機動部隊校長
- 華人總警司薛家豪，支援部支援科總警司
- 華人總警司張惠賢， 支援科  (支援) 秘書
- 華人總警司梁仲文，公共關係部總警司
- 華人總警司梁珣，交通部總部總警司
- 華人總警司何振東，刑事部總警司
- 華人總警司余鎧均，刑事支援科總警司
- 華人總警司關競斌，有組織罪案及三合會調查科總警司。
- 華人總警司鄭志文，刑事情報科總警司。
- 華人總警司吳國章，毒品調查科總警司
- 華人總警司鄭麗琪，財富情報及調查科總警司
- 華人總警司黃震宇，商業罪案調查科總警司
- 華人總警司林焯豪，網絡安全及科技罪案調查科總警司
- 華人總警司蘇穎詩，保安部總警司
- 華人總警司郭美森，人力資源科總警司
- 華人總警司吳頴詩，人事服務及職員關係科總警司
- 華人總警司歐陽敏儀，服務條件及紀律科總警司
- 華人總警司曾繁國，警察學院副院長一
- 華人總警司蔡棟材，警察學院副院長二
- 華人總警司陳志勇，資訊系統部總警司
- 華人總警司游健雄，工作表現檢討科總警司
- 華人總警司何鎮宗，研究及監察科總警司
- 華人總警司曾淑賢，投訴及內部調查科總警司
- 華人總警司李雅麗，總警司(策劃及發展)。
- 華人總警司林鴻釧，港島總區副指揮官
- 華人總警司陳天柱，東區指揮官。
- 華人總警司廖珈奇，灣仔警區指揮官
- 華人總警司汪威遜，中區警區指揮官
- 華人總警司葉嘉儀，西區警區指揮官
- 洋籍總警司顏鐵誠，東九龍總區副指揮官
- 華人總警司楊鎮波，黃大仙警區指揮官
- 華人總警司張天頤，觀塘警區指揮官
- 華人總警司麥文禹，將軍澳警區指揮官
- 華人總警司謝翠恩，秀茂坪警區指揮官
- 華人總警司譚雅靜，西九龍總區副指揮官。
- 華人總警司魏志崇，油尖警區指揮官
- 華人總警司張立灝，旺角警區指揮官
- 華人總警司朱文龍，深水埗警區指揮官
- 華人總警司陳少鳴，九龍城警區指揮官
- 洋籍總警司韋志達，新界北總區副指揮官
- 華人總警司江永祥，大埔警區指揮官
- 華人總警司馬偉卿，屯門警區指揮官
- 華人總警司陳金菊，元朗警區指揮官
- 華人總警司劉經倫，邊界警區指揮官
- 華人總警司楊文彬，新界南總區副指揮官
- 華人總警司羅家康，荃灣警區指揮官
- 華人總警司黃宏業，葵青警區指揮官
- 華人總警司陳樂生，沙田警區指揮官
- 華人總警司葉智文，水警總區副指揮官
- 華人總警司李桂華，首位國安署高級警司，任內進行多宗國安拘捕及被美國政府制裁。
- 華人總警司張惠華，國安署